# Sentori primari
Nella analisi organolettica di un vino i sentori primari sono quelli che derivano dal vitigno stesso, e che cioè sono già presenti nell'uva utilizzata per la vinificazione.
Normalmente producono sentori primari nei vini quei vitigni che vengono anche chiamati aromatici (e in misura minore i semiaromatici) in quanto particolarmente ricchi di sostanze odorose, soprattutto nella parte esterna dell'acino.
I principali vitigni aromatici sono i moscati, le malvasie, il brachetto e il Traminer aromatico.
Sono vitigni semiaromatici il glera, il sauvignon blanc, lo chardonnay, il cabernet sauvignon, il merlot, il lagrein e altri.
Dal punto di vista chimico i sentori primari sono costituiti principalmente da terpeni. Caratterizzano fortemente un vino con sentori che ricordano il muschio, la salvia, la rosa, la pesca etc.